# 大氣標高
標高（scale height），又譯特性高、尺度高、標尺高、比高，是一個長度，可用來比較同一個物理量在不同環境的減少率。如果一個物理量每經過一段距離{\displaystyle H}，其值就減少為原來的值的{\displaystyle 1/e}，長度{\displaystyle H}就稱為標高。標高越大，改變的幅度越小。
標高常用於大氣科學。大氣標高為：
{\displaystyle H=-P{\frac {dz}{dP}}}
{\displaystyle {\frac {dP}{dz}}=-g\rho }
假設大氣是理想氣體，套用狀態方程式：
{\displaystyle \rho ={\frac {MP}{kT}}}
，其中{\displaystyle M}是平均分子量除以阿伏伽德罗常数。
從以上兩式可得
{\displaystyle {\frac {dP}{P}}={\frac {-dz}{\frac {kT}{Mg}}}}
假設在大氣的某一部分在熱力學平衡之中，即設溫度為常數：
{\displaystyle H={\frac {kT}{Mg}}}
{\displaystyle P=P_{0}e^{(-{\frac {z}{H}})}}
一些星體數據：
- 火星：11.1 km
- 地球：7~9 km
- 太陽的光球層：270km

## 外部連結
- http://web.njit.edu/~gary/321/Lecture7.html（页面存档备份，存于）